# NGC 48
NGC 48 — спиральная галактика с перемычкой, расположенная на расстоянии около 79,3 млн световых лет от Солнечной системы в созвездии Андромеды.
Галактика была открыта Льюисом Свифтом 7 сентября 1885 года. Ее видимая звездная величина составляет 13,9m.